# Војводство Амалфи
Војводство Амалфи или Република Амалфи била је de facto независна држава на југу Италије која је постојала у периоду од 958. до 1137. године.

## Историја
Град Амалфи основан је 339. године. Године 596. именован је први епископ Амалфија. Сикард, војвода Беневента, освојио је Амалфи од Византинаца 838. године захваљујући издајницима из града. Следеће године Амалфи је ослобођен лангобардске доминације. До 938. године Амалфи је сматран територијом Напуљског војводства. Од 938. године престаје бити византијски вазал и бира свог војводу. Амалфи је постао значајан трговачки град. Трговина у Амалфију била је развијена један век пре развоја других трговачких италијанских република као што су Пиза, Венеција и Ђенова. Од 981. до 983. године војводе Амалфија владале су Кнежевином Салерном. Од 1034. војводе Амалфија владају Кнежевином Капуом, а од 1039. поново Салерном. Нормански војсковођа Роберт Гвискард заузео је Амалфи 1073. године. Становници су дигли устанак који је угушен 1101. године. Следећи устанак подигли су 1130. године. Угушен је следеће године. Године 1137. град су опљачкали становници Пизе.